# Кир Јања (филм из 1981)
„Кир Јања“ је југословенски филм из 1981. године. Режирао га је Дејан Мијач, који је написао и сценарио  по истоименој комедији Јована Стерије Поповића.

## Улоге
| Глумац              | Улога           |
| ------------------- | --------------- |
| Милош Жутић         | Кир Јања        |
| Миливоје Томић      | Кир Дими        |
| Милан Гутовић       | Мишић (нотарош) |
| Тања Бошковић       | супруга Јуца    |
| Гордана Каменаровић | Катица          |
| Стеван Шалајић      | слуга Петар     |